# 16790 Yuuzou
16790 Yuuzou este un asteroid din centura principală de asteroizi.

## Descriere
16790 Yuuzou este un asteroid din centura principală de asteroizi. A fost descoperit pe 2 ianuarie 1997 la Chichibu de Naoto Satō. Asteroidul prezintă o orbită caracterizată de o semiaxă mare de 2,71 ua, o excentricitate de 0,07 și o înclinație de 3,0° în raport cu ecliptica.